# Bandera de Polònia
La bandera de Polònia està formada per dues franges horitzontals d'iguals dimensions, la franja superior és de color blanc i la inferior és vermella. Posseeix unes proporcions 5:8.
Existeix una versió amb l'escut nacional, la bandera d'Estat, que es fa servir en l'estranger com bandera de les representacions diplomàtiques i que és també la bandera de la marina mercant.
Els colors de la bandera de Polònia provenen de l'escut nacional, la part blanca representa a l'Àguila Blanca i la part vermella el color del camp de l'escut. Els seus orígens es remunten al segle xiii, quan l'àguila blanca va ser fixada sobre una superfície vermella pels prínceps de la dinastia dels Piast.
El blanc i el vermell van començar a aparèixer en els escuts, estendards i guions de la cavalleria, passant a figurar en les banderes militars. Recuperada la independència, oficialment és la bandera de Polònia des de l'1 d'agost de 1919.